# پوبرجه (راشکا)
پوبرجه (به صربی: Pobrđe) یک منطقهٔ مسکونی در صربستان است که در راشکا واقع شده‌است. پوبرجه ۹۷۲ نفر جمعیت دارد.